# Daveed Diggs
Daveed Daniele Diggs (Oakland, California; 24 de enero de 1982) es un actor, rapero y cantante estadounidense. 
Es el vocalista del grupo de hip hop experimental Clipping y en 2015 interpretó los papeles de Marqués de La Fayette y Thomas Jefferson en el musical Hamilton, por el cual ganó un premio Grammy y un premio Tony. Desde que dejó Hamilton en 2016, ha tenido un papel recurrente en la serie de televisión Black-ish, y coprotagonizó la película Wonder. Diggs también escribió y protagonizó la película de 2018 Blindspotting, la cual le consiguió una nominación para el premio Independent Spirit al mejor actor.

## Educación y primeros años
Diggs nació en Oakland, California. Su madre es judía, y su padre es afroamericano. Sus padres le llamaron "Daveed", la pronunciación hebrea de David. Diggs ha dicho "'David' significa amado en hebreo... Lo deletrearon con dos es porque a mi papá le gustaba cómo se veía.” Las identidades étnicas/raciales de sus padres han contribuido a su propia autoidentificación: "Las culturas nunca parecieron separados— tuve muchos amigos mixtos. Cuándo era joven, me identificaba como judío, pero acogí el lado de mi papá también.”
Diggs es un exalumno del Berkeley High School y de la Universidad Brown, donde se graduó en 2004 con un Grado en Artes Teatrales. Fue reclutado por Brown por sus habilidades en atletismo, y rompió el récord escolar de los Brown Bears en el 110 metros vallas en su segundo año de universidad con un tiempo de 14.21 segundos.

## Carrera

### Teatro
Diggs actuó en teatro experimental muy temprano en su carrera, más notablemente cuando estaba en la gira nacional del coreopoema de Marc Bamuthi Joseph  choreopoem, Word Becomes Flesh, sobre un embarazo de nueve meses a través de los ojos de un padre joven soltero. Él también actuó frecuentemente en producciones regionales de Shakespeare.
Alrededor de 2012, Lin-Manuel Miranda invitó a Diggs para leer y oír versiones tempranas de Hamilton. Diggs estuvo impresionado con las demos y la pasión de Miranda en el proyecto, y vio que el concepto era un uso perceptivo del medio rap-musical. Interpretó los papeles de Thomas Jefferson y del Marqués de La Fayette off-Broadway en 2015, continuando con los papeles cuando el espectáculo se movió a Broadway más tarde ese año. Por su actuación, Diggs ganó el premio Tony al mejor actor de reparto en un musical en 2016, así como un premio Grammy en 2016 por el álbum del reparto. Diggs hizo su última interpretación en el espectáculo el 15 de julio de 2016.

### Música
Diggs es el vocalista y compositor para el grupo de hip-hop experimental y rap Clipping. El grupo fue fundado por William Hutson y Jonathan Snipes en 2009, y Diggs se unió en 2010. El trío autopublicó su primer álbum midcity en 2013, con opiniones bastante positivas. Después de firmar con Sub Pop, lanzaron su álbum CLPPNG en 2014, el cual  promovieron con su tourCLPPNG. En 2016,  lanzaron un EP titulado Wriggle, y luego el álbum Splendor & Misery. En 2017, lanzaron The Deep, una pista de cinco minutos y medio de duración que cuenta la historia de una sociedad de descendientes de esclavos que viven bajo el agua. En 2018, la canción fue nominada para un premio Hugo a Mejor Presentación Dramática (Forma Corta).
Diggs es un miembro de True Neutral Crew, con Brian Kinsman, Margot Padilla, y Signor Benedick the Moor. El grupo ha lanzado dos EPs, #MONSANTO (2013) y #POPPUNK (2014), así como Live, un cortometraje de 20 minutos de una actuación en vivo. Lanzaron su álbum debut soft rules en 2016.
En 2010,  hizo un álbum con Rafael Casal titulado The BAY BOY Mixtape. Diggs también fundó un triunvirato del hip hop con Chinaka Hodge y Casal conocido como The Getback. The Getback se convirtió más tarde en un compuesto colaborativo de Diggs, Hodge, Casal y otros artistas junto con una banda formada por Chukwudi Hodge, Dion Decibels y Max Miller-Logan. Aunque la banda se ha diversificado de su trabajo con el conjunto, todavía son conocidos como The GetBack (Get:Band) en Facebook. Dos años más tarde, en 2012,  lanzó su primer álbum de rap en solitario, Small Things to a Giant, compuesto de música original que él había escrito. 
Es también un miembro de Lin-Manuel Miranda y Thomas Kail  freestyle rap grupo Freestyle Encanta Supremo, o FLS, el cual actúa a través del país.
Su rap también ha sido incluido en pistas de Busdriver, George Watsky, Rafael Casal, y Leslie Odom Jr., y él escribió e interpretó una actuación de rap para la película animada de 2016 Zootopia.

### Televisión
Diggs ha tenido papeles recurrentes en la serie The Get Down, Black-ish, y Unbreakable Kimmy Schmidt.
Diggs fue productor ejecutivo de la serie de ABC The Mayor. Además,  escribió música original para la serie, y apareció como estrella invitada. También aparece en la adaptación a la televisión de Snowpiercer.
A principios de 2018, Diggs apareció en varios anuncios de televisión para el servicio de pago digital Zelle.

### Cine
Diggs tuvo su debut en Hollywood con la película animada de Disney Zootopia, para la que escribió e interpretó "Parlez Vous Rap".
Diggs apareció en la película de 2017 Wonder, protagonizada por Julia Roberts y Owen Wilson. Diggs interpretó al profesor del protagonista, un chico con una deformidad facial.
Diggs tuvo un papel de voz en la película animada Ferdinand, en la que interpretó al personaje Dos. 
Junto a su amigo de toda la vida Rafael Casal, Diggs coescribió, coprodujo y coprotagonizó en la película de 2018 Blindspotting, la cual se estrenó en Sundance en enero de 2018. La película se estrenó en los EE. UU. el 27 de julio de 2018. Diggs interpreta a Collin, un delincuente que vive en Oakland, cuando intenta superar los últimos cuatro días de su año de libertad condicional sin incidentes. Diggs y Casal escribieron la película durante nueve años para contar una historia sobre la rápida gentrificación ciudad natal. Diggs recibió los elogios de la crítica por su actuación en la película.

## Vida personal
Mantiene una relación con Emmy Raver-Lampman, a quien conoció en 2015 cuando actuaban juntos en Hamilton. En septiembre de 2023 se hizo público que iban a ser padres.

## Teatro
| Año       | Título                                    | Papel                                    | Ubicación                          |
| --------- | ----------------------------------------- | ---------------------------------------- | ---------------------------------- |
| 2005      | Temptation                                | Dr. Henry Foustka                        | Custom Made Theatre Company        |
| 2006      | Two Rooms                                 | Walker Harris                            | Custom Made Theatre Company        |
| 2006      | La tempestad (teatro)                     | Ferdinand / Caliban                      | San Francisco Shakespeare Festival |
| 2007      | Jesus Hopped the 'A' Train                | Angel Cruz                               | San Francisco Playhouse            |
| 2007      | Six Degrees of Separation                 | Paul                                     | San Francisco Playhouse            |
| 2008      | Troilo y Crésida                          | Troilus                                  | Pacific Repertory Theatre          |
| 2010      | Red Light Winter                          | Matt                                     | Custom Made Theatre Company        |
| 2010      | Mirrors in Every Corner                   | Watts                                    | Intersection for the Arts          |
| 2010      | In the Red and Brown Water                | The Egungun                              | Marin Theatre Company              |
| 2011      | Fabulation, or the Re-Education of Undine | Flow Barnes Calles                       | The Lorraine Hansberry Theatre     |
| 2012      | A Behanding in Spokane                    | Toby                                     | San Francisco Playhouse            |
| 2015      | Hamilton                                  | Marqués de La Fayette / Thomas Jefferson | The Public Theater                 |
| 2015–2016 | Hamilton                                  | Marqués de La Fayette / Thomas Jefferson | Richard Rodgers Theatre            |
| 2019      | White Noise                               | Leo                                      | The Public Theater                 |

## Filmografía

### Película
| Año  | Título                                           | Papel                                    | Notas                                             |
| ---- | ------------------------------------------------ | ---------------------------------------- | ------------------------------------------------- |
| 2010 | Rock Hard: The Rise and Fall of Sexual Detergent | Neil Davis                               | Cortometraje                                      |
| 2012 | Yoga Boner                                       | Daveed                                   | Cortometraje                                      |
| 2016 | Zootopia                                         |                                          | Compositor e intérprete: "Parlez-Vous Rap"        |
| 2016 | Growing Up Wild                                  | Narrador                                 | Documental                                        |
| 2017 | Wonder                                           | Mr. Thomas Browne                        |                                                   |
| 2017 | Ferdinand                                        | Dos (voz)                                |                                                   |
| 2018 | Blindspotting                                    | Collin Hoskins                           | También guionista y productor                     |
| 2019 | Velvet Buzzsaw                                   | Damrish                                  |                                                   |
| 2020 | Hamilton                                         | Marqués de La Fayette / Thomas Jefferson | Filmado durante la producción del musical en 2015 |
| 2020 | El estornino                                     | Ben                                      |                                                   |
| 2020 | Soul                                             | Paul (Voz)                               |                                                   |
| 2023 | La sirenita                                      | Sebastian (Voz)                          |                                                   |
| 2023 | Trolls Band Together                             | Spruce (Voz)                             |                                                   |

### Televisión
| Año       | Título                            | Papel                                  | Notas                                          |
| --------- | --------------------------------- | -------------------------------------- | ---------------------------------------------- |
| 2014      | Hobbes and Me                     | Hobbes                                 | 8 episodios; serie web                         |
| 2015–2016 | Law & Order: Special Victims Unit | Consejero Henderson                    | 2 episodios                                    |
| 2016–2017 | The Get Down                      | Adulto Ezekiel Figuero                 | 10 episodios                                   |
| 2016–2018 | Black-ish                         | Johan Johnson                          | 10 episodios                                   |
| 2017      | Sesame Street                     | Hermano de Mr. Noodle                  | Episodio: "Elmo Comes Clean"                   |
| 2017      | Unbreakable Kimmy Schmidt         | Perry                                  | 3 episodios                                    |
| 2017      | Tour de Pharmacy                  | Slim Robinson                          | Telefilme                                      |
| 2017      | The Mayor                         | Mac Etcetera                           | Episodio: "Pilot"; también productor ejecutivo |
| 2018      | BoJack Horseman                   | Cooper Thomas Rogers Wallace Sr. (voz) | Episodio: "The Amelia Earhart Story"           |
| 2018-2020 | Bob's Burgers                     | Jesse / Douglas (voz)                  | 2 episodios                                    |
| 2019      | Undone                            | Tunde (voz)                            | 6 episodios                                    |
| 2019      | Green Eggs and Ham                | Mouse (voz)                            | Episodio: "Mouse", cameo                       |
| 2019      | Star Wars Resistance              | Norath Kev (voz)                       | 4 episodios                                    |
| 2020      | The Good Lord Bird                | Frederick Douglass                     | Próxima miniserie                              |
| 2020-2022 | Snowpiercer                       | Layton Well                            | Protagonista                                   |
| 2020-2022 | Central Park                      | Helen (voz)                            |                                                |

## Discografía
- The BAY BOY Mixtape (2010) - colaboración con Rafael Casal
- Small Things to a Giant (2012)
- Blindspotting: The Collin - EP (2018)

### Con clipping
- Dba118 (2012) - EP
- midcity (2013)
- Something They Don't Know b/w Mouth (2014) - sencillo
- CLPPNG (2014)
- Wriggle (EP) (2016) - EP
- REMXNG (2016) - EP
- Splendor & Misery (2016)
- There Existed an Addiction to Blood (2019)
- The Deep (2019) - EP
- Visions of Bodies Being Burned (2020)

### With True Neutral Crew
- #MONSANTO (2013) - EP
- #POPPUNK (2014) - EP
- soft rules (2016)

### Artista destacado
- The Monster (2009) - aparece en "Running Down" & "Wise Guys"
- Mean Ones (2012) - vocales adicionales
- Hamilton (2015) - grabación original de Broadway
- Thumbs (2015) - aparece en "Surrounded by Millionaires"
- Good For You (2016) - sencillo; rapero destacado
- Maiden Voyage Suite (2016) - EP por Sir Benedick the Moor; aparece en 1200am
- x Infinity (2016) - aparece en Exquisite Corpse

## Conciertos
- Conciertos promocionales midcity (5 espectáculos, en los EE. UU. y Reino Unido, 19 de febrero de 2013 - 18. de marzo de 2014)
- Tour CLPPNG (19 espectáculos, en los EE. UU. y el Reino Unido, 3 de julio - 10 de noviembre de 2014)
- Conciertos promocionales #POPPUNK (3 espectáculos, en los EE. UU., 17 de julio de 2014 - 5 de junio de 2015)